# Шилохвіст червонодзьобий
Шилохвіст червонодзьобий (Anas erythrorhyncha) — вид водоплавних птахів родини качкових (Anatidae). Поширений в Африці.

## Поширення
Вид поширений у Південній та Східній Африці і на Мадагаскарі. Ця качка віддає перевагу прісноводним середовищам існування, розкиданим по преріях і саванах, де вона харчується овочами та водними рослинами. Також часто зустрічається на суші, куди виходить переважно ввечері або вночі. Гніздиться на суші серед густої рослинності біля води.

## Опис
Довжина качки становить від 43 до 48 см. Верхня частина голови темно-коричнева, а нижня біля щік бліда і затушована. Дзьоб темний з червоною зовнішньою частиною; пір'я на тілі темно-коричневе з білою прошивкою. Статевого диморфізму немає .